# Défenseur du peuple (Venezuela)
Pour les articles homonymes, voir Défenseur du peuple.
Le défenseur du peuple est une fonction créée au Venezuela en 1999, inscrite dans la Constitution de la république bolivarienne du Venezuela. L'entité dont il a la charge, appelée espagnol : Defensoría del Pueblo, est chargée de la promotion et de la défense des droits fondamentaux garantis par la Constitution et les traités internationaux sur les Droits de l'Homme au Venezuela. 
La Defensoría del Pueblo forme, avec le ministère public et la Contraloría General de la República, le pouvoir citoyen (branche du pouvoir public créée par la Constitution de 1999 et qui s'ajoute aux pouvoirs législatif, exécutif, judiciaire et électoral). 
Le Défenseur du peuple est élu par l'Assemblée nationale constituante. Depuis 2017, cette fonction est occupée par Alfredo Ruiz.

## Attributions
Les attributions de la Defensoría del Pueblo découlent de la Constitution de 1999 et sont précisées par la loi organique du Bureau de l'Ombudsman (Ley Orgánica de la Defensoría del Pueblo) de 2004. Elles comportent, entre autres :
- les actions visant à faire respecter l’habeas corpus et l’habeas data ;
- visiter et inspecter librement les établissements et agences de l'État, ainsi que les installations de toute entreprise ou institution dans le cadre de la protection des garanties constitutionnelles et des Droits de l'Homme ;
- demander aux établissements et agences de l'État, ou à toute entreprise ou institution, des informations dans le cadre de la protection des garanties citées plus haut, sans qu'aucune réserve ne puisse lui être opposée ;
- dénoncer les manquements aux obligations des fonctionnaires publics dans le cadre de leurs fonctions ;
- réaliser des études et des enquêtes pouvant soutenir la présentation d'une proposition de loi.

## Extrait de la Constitution
Artículo 273. Los órganos del Poder Ciudadano son : 
- - la Defensoría del Pueblo,
  - el Ministerio Público
  - y la Contraloría General de la República.

Artículo 280 : La Defensoría del Pueblo tiene a su cargo la promoción, defensa y vigilancia de los derechos y garantías establecidos en esta Constitución y en los tratados internacionales sobre derechos humanos, además de los intereses legítimos, colectivos o difusos de los ciudadanos y ciudadanas.

## Défenseurs du peuple
- 2000-2007 : Germán Mundaraín
- 2007-2014 : Gabriela Ramírez Pérez
- 2014-2017 : Tarek William Saab
- depuis 2017 : Alfredo Ruiz

## Relations internationales
Il est membre de la Fédération ibéroaméricaine de l'ombudsman.